# Артезіан – Будьонновськ
Артезіан – Будьонновськ – газопровід, введений в дію у 2016 році компанією «Лукойл» для транспортування продукції каспійських родовищ.
У 2010-х «Лукойл» узявся за розробку каспійських родовищ – імені В.Філановського та імені Ю.Корчагіна. Переробку отриманого тут попутного газу вирішили організувати у Будьонновську, де розташований майданчик належного «Лукойлу» нафтохімічного заводу «Ставролен» (установка парового крекінгу та похідні виробництва). В межах проекту проклали 101 км підводних газопроводів (з них 40 км відноситься до трубопроводу між родовищами), які доправляють попутний газ на берег в районі калмицького селища Артезіан. Роботи виконали трубоуклальне судно "Castoro 12" та траншейна баржа "Castoro 16".
Від Артезіану до Будьонновська спорудили газопровід довжиною 263 км. Він розрахований на робочий тиск у 15,4 МПа та здатен пропускати 6 млрд м3 на рік (розробка родовищ імені Філановського та Корчагіна надаватиме 2 млрд м3, а збільшення обсягів можливе після введення в експлуатацію інших каспійських родовища).
В Будьонновську доправлений газ проходить через установку фракціонування, яка вилучає гомологи метану, необхідні для роботи установки парового крекінгу. Залишкова метанова фракція частково споживається Будьоннівською ТЕС, а частково подається споживачам через газопровід Будьонновськ – Зеленокумськ та споруджену на замовлення «Лукойла» перемичку довжиною 17 км до компресорної станції Георгіївська (на трасі газотранспортного коридору Невинномиськ – Моздок). За умови реалізації другого етапу проекту планується спорудити газопровід Будьонновськ – Невинномиськ.